# Skijaško trčanje na ZOI 2014.
Natjecanja u skijaškom trčanju na Zimskim olimpijskim igrama 2014. u Sočiju održavana su od 8. do 23. veljače na kompleksu za skijaško trčanje i biatlon Laura u Krasnajskoj Poljani.

## Natjecanja

### Muškarci
| disciplina                     | zlato                                                              | vrijeme   | srebro                                                                           | vrijeme   | bronca                                                                                | vrijeme    |
| Sprint (klasični)              | Ola Vigen Hattestad                                                | 3:38,4    | Teodor Peterson                                                                  | 3:39,6    | Emil Jönsson                                                                          | 3:55,2     |
| 15 km slobodno                 | Dario Cologna                                                      | 38:29,7   | Johan Olsson                                                                     | 38:58,2   | Daniel Richardsson                                                                    | 39:08,5    |
| 30 km dohvatno                 | Dario Cologna                                                      | 1:08:15,4 | Marcus Hellner                                                                   | 1:08:15,8 | Martin Johnsrud Sundby                                                                | 1:08:16,8  |
| 50 km masovni start (klasično) | Aleksandr Legkov                                                   | 1:46:55,2 | Maksim Vylegžanin                                                                | 1:46:55,9 | Il'ja Černousov                                                                       | 1:46:56.,0 |
| Štafeta 4 x 10 km              | Švedska Lars Nelson Daniel Richardsson Johan Olsson Marcus Hellner | 1:28:42,0 | Rusija Dmitriy Japarov Alexander Bessmertnykh Aleksandr Legkov Maksim Vylegžanin | 1:29:09,3 | Francuska Jean-Marc Gaillard Maurice Manificat Robin Duvillard Ivan Perrillat Boiteux | 1:29:13,9  |
| Momčadsko natjecanje           | Iivo Niskanen Sami Jauhojärvi                                      | 23:14,89  | Maxim Vylegzhanin Nikita Kriukov                                                 | 23:15,86  | Emil Jönsson Teodor Peterson                                                          | 23:30,01   |

### Žene
| disciplina                     | zlato                                                           | vrijeme   | srebro                                                                      | vrijeme   | bronca                                                                | vrijeme   |
| Sprint (klasični)              | Maiken Capersen Falla                                           | 2:35,49   | Ingvild Flugstad Østberg                                                    | 2:35,87   | Vesna Fabjan                                                          | 2:35,89   |
| 10 km slobodno                 | Justyna Kowalczyk                                               | 28:17,8   | Charlotte Kalla                                                             | 28:36,2   | Therese Johaug                                                        | 28:46,1   |
| 15 km dohvatno                 | Marit Bjørgen                                                   | 38:33,6   | Charlotte Kalla                                                             | 38:35,4   | Heidi Weng                                                            | 38:46,8   |
| 30 km masovni start (klasično) | Marit Bjørgen                                                   | 1:11:05,2 | Therese Johaug                                                              | 1:11:07,8 | Kristin Størmer Steira                                                | 1:11:28,8 |
| Momčadsko natjecanje           | Ingvild Flugstad Østberg Marit Bjørgen                          | 16:04,05  | Aino-Kaisa Saarinen Kerttu Niskanen                                         | 16:13,14  | Ida Ingemarsdotter Stina Nilsson                                      | 16:23,82  |
| Štafeta 4 x 5 km               | Švedska Ida Ingemarsdotter Emma Wikén Anna Haag Charlotte Kalla | 53:02,7   | Finska Anne Kyllönen Aino-Kaisa Saarinen Kerttu Niskanen Krista Lähteenmäki | 53:03,2   | Njemačka Nicole Fessel Stefanie Böhler Claudia Nystad Denise Herrmann | 53:03,6   |

## Vanjske poveznice
- Rezultati natjecanja  Arhivirana inačica izvorne stranice od 26. lipnja 2014. (Wayback Machine)